# Samoistne podciśnienie śródczaszkowe
Samoistne podciśnienie śródczaszkowe (choroba Schaltenbranda) – choroba o niewyjaśnionej etiologii i patogenezie, której istotą jest nagłe zmniejszanie się objętości płynu mózgowo-rdzeniowego i obniżenie ciśnienia śródczaszkowego. Związane z podciśnieniem śródczaszkowym objawy to bóle głowy, nudności i wymioty, o nagłym początku. Charakterystyczne jest ustępowanie objawów w pozycji leżącej i ich nawrót przy pionizacji. Inne objawy to zawroty głowy, szumy uszne, zaburzenia widzenia, niekiedy ograniczenie pola widzenia. Mogą być obecne dyskretne objawy oponowe i niedowład nerwów odwodzących. Chorobę opisał niemiecki neurolog Georg Schaltenbrand w 1938 roku.